# Huepetuche (distrito)
Huepetuche é um distrito do Peru, departamento de Madre de Dios, localizada na província de Manu.

## Transporte
O distrito de Huepetuche é servido pela seguinte rodovia:
- MD-100, que liga o distrito de Inambari à cidade de Fitzcarrald [1][2][3]